# Hadi pajzs
A hadi pajzsok a csatatéren és a lovagi tornákon ténylegesen is használt pajzsformák, melyekre címert festettek. Az élő heraldika korában a pajzsok gyakorlati használata még összhangban volt címertani szerepükkel. 
Névváltozatok:

hadi paizs, valódi paizsok (Bárczay 47.), tornapajzs, csatapajzs 

Rövidítések
A 15. századig a tornákon a tárcsapajzsot, a háromszögű pajzsot, a kerektalpú pajzsot, a csücsköstalpú és a hegyestalpú pajzsot használták. A pajzsnak ezen öt fajtáját még a gyakorlati életben is használták, ezért ezeket hadi pajzsoknak nevezzük. 
Később, amikor már megszűntek a lovagi tornák és a pajzsok használata a csatában is megváltozott, a címertanban különféle változatos pajzsformák alakultak ki, melyek csak a címertanban léteztek. Ezeket nevezzük heraldikai pajzsoknak.    